# MQ-1 Predator

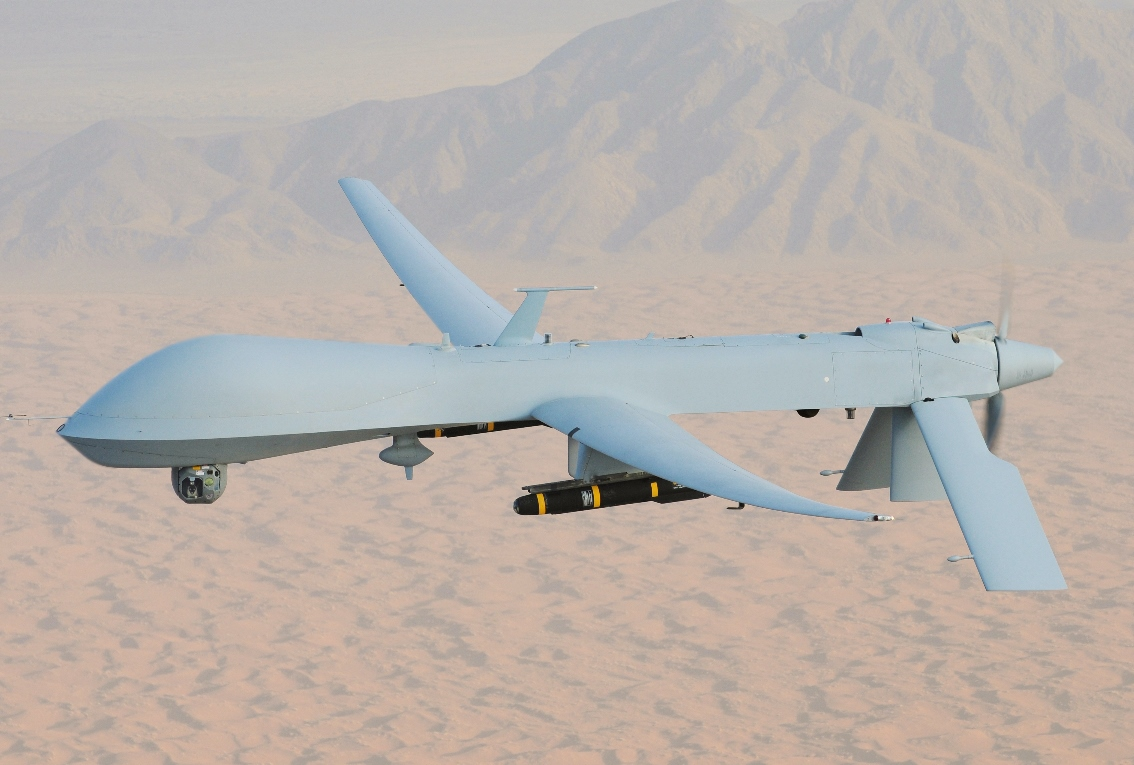
MQ-1 Predator vliegtuig, bewapend met AGM-114 Hellfire-raketten

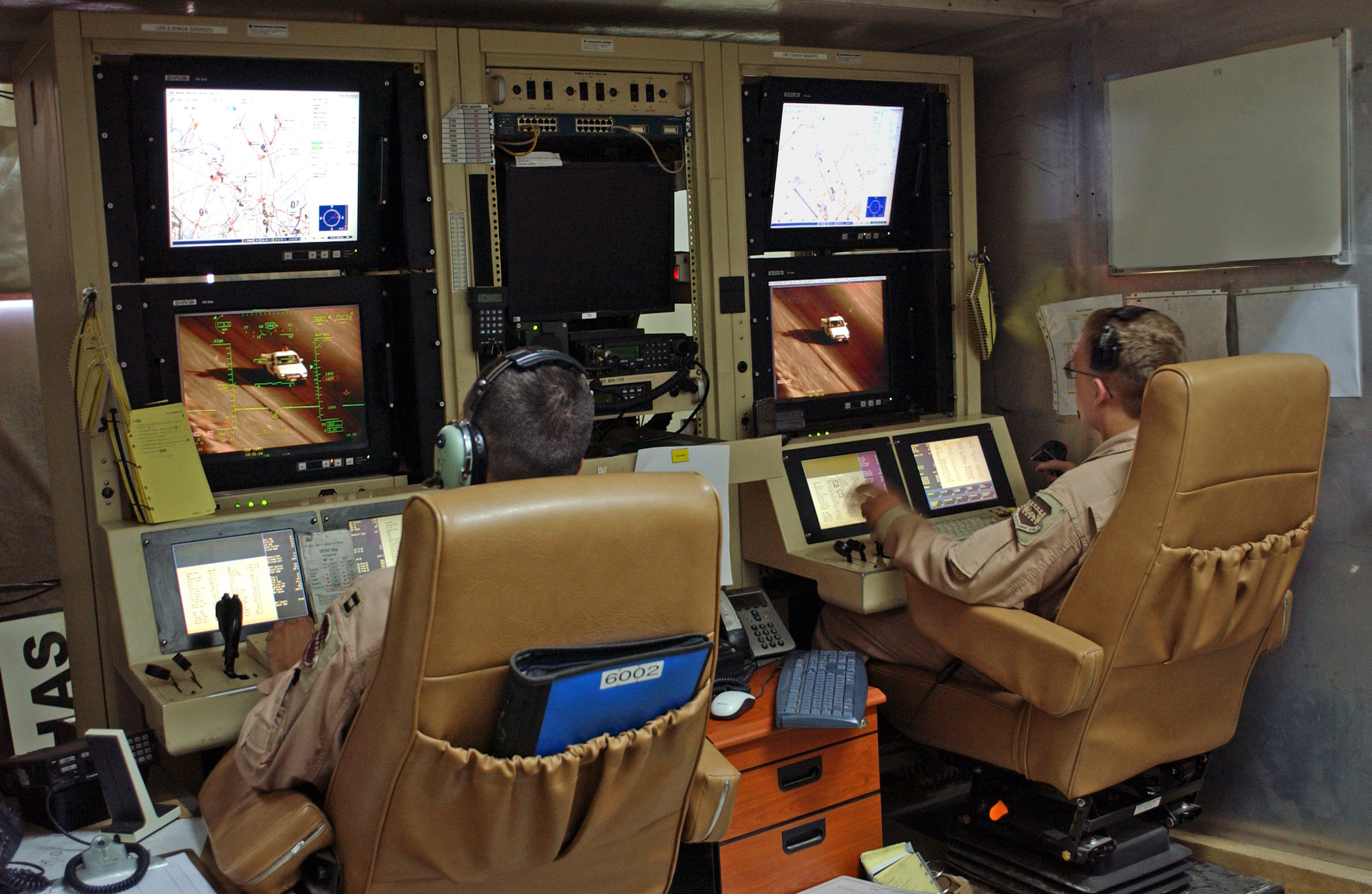
Grondstation van een MQ-1 Predator-legereenheid

De MQ-1 Predator is een onbemand luchtvaartuig (Engels: Unmanned Aerial Vehicle (UAV) of drone) van de Amerikaanse luchtmacht die 57 vliegtuigen van dit type heeft. Dit toestel maakte zijn eerste vlucht in 1994; een jaar later volgde de eerste operationele inzet. De Predator kan gebruikt worden als verkennings- en aanvalsvliegtuig. Hij is ingezet bij operaties in Afghanistan en Pakistan. In 2018 trok de Amerikaanse luchtmacht de RQ/MQ-1 versie van het toestel terug uit actieve dienst. De MQ-1C Gray Eagle versie wordt nog wel ingezet.
Voor Operation Enduring Freedom is een squadron MQ-1 Predators gestationeerd op het Afghaanse vliegveld Bagram als onderdeel van het 445e Air Expeditionary Wing. In 2002 is de oorspronkelijke aanduiding RQ-1 gewijzigd in MQ-1, omdat de Predator naast zijn verkenningsrol ook kan worden bewapend (met Hellfire-raketten).
Deze vliegtuigen zijn zeer belangrijk voor de luchtmacht. Aan de hand van met Predators verzamelde inlichtingen worden militaire besluiten op hoog niveau genomen.
De Predator kan een lange tijd in de lucht blijven, is in staat gegevens realtime door te sturen naar het Command and Control Center en kan bewapend worden met vier Hellfire antitankraketten. Deze Hellfire-raketten worden ook gebruikt door de AH-64 Apache gevechtshelikopter.
De MQ-1 Predator is een systeem, niet alleen een vliegtuig. Een volledig operationeel systeem bestaat uit vier vliegtuigen (met sensoren), een grondstation, een satellietverbinding en ongeveer 55 man personeel om rond de klok te kunnen doorwerken.
De opleiding om een drone, zoals de MQ-1 Predator, te leren besturen duurt acht à tien maanden en vindt onder meer plaats op Holloman Air Force Base in New Mexico. De 540 cursisten die daar jaarlijks de opleiding volgen bestaan uit ervaren vliegers (niet noodzakelijkerwijs jachtvliegers, ook helikopter- en transporttoestelpiloten) en kandidaten rechtstreeks van de officiersopleiding.

## Kritiek op inzet
In mei 2009 kwam er verzet van de zijde van mensenrechtenactivisten in de Verenigde Staten tegen het gebruik van dergelijke vliegtuigen. De inzet ervan, met name in Afghanistan en Pakistan, zou plaatsvinden zonder waarschuwing aan de burgerbevolking. Daardoor zouden er bij ander gebruik dan voor verkenningsdoeleinden onnodig onbedoelde slachtoffers vallen.

## Andere gebruikers
De Italiaanse luchtmacht heeft ook Predators besteld.